# Ledong Barat
Ledong Barat is een bestuurslaag in het regentschap Asahan van de provincie Noord-Sumatra, Indonesië. Ledong Barat telt 4762 inwoners (volkstelling 2010).